# Anaxipha laevithorax
Anaxipha laevithorax är en insektsart som beskrevs av Lucien Chopard 1927. Anaxipha laevithorax ingår i släktet Anaxipha och familjen syrsor. Inga underarter finns listade i Catalogue of Life.